# Eva Henning
Eva Henning, folkbokförd Eva Maurstad, ogift Wetlesen, född 10 maj 1920 i Newark i New York, död 18 april 2016 i Oslo, var en norsk-svensk skådespelare. Henning spelade bland annat huvudroller i filmer som Elvira Madigan (1943), Stopp! Tänk på något annat (1944), Vandring med månen (1945), Banketten (1948), Törst (1949) och Flicka och hyacinter (1950).

## Biografi
Eva Henning var dotter till ingenjören Edgar Wetlesen, som var vägbyggare, och Ragni Wetlesen, född Frisell, vilka gick skilda vägar när Eva Henning var sex år. Modern gifte om sig med Dramatenskådespelaren Uno Henning.
Eva Henning började använda styvfaderns efternamn Henning som artistnamn när hon 1938 började studera vid Dramatens elevskola där hon gick ut 1940. Därefter var hon framgångsrik som komediskådespelare i Stockholm och Oslo. 
Henning filmdebuterade 1940 i Ragnar Arvedsons Gentleman att hyra, och hennes genombrott kom 1943 i Åke Ohbergs Elvira Madigan där hon spelade titelrollen. År 1954 flyttade hon till Norge där hon hade teaterengagemang.

### Privatliv
Eva Henning var gift första gången 1943–1946 med friherre Jockum Beck-Friis (1917–2001), andra gången 1946–1953 med skådespelaren Hasse Ekman (1915–2004) och tredje gången 1954–1970 med den norske skådespelaren Toralv Maurstad (1926–2022). Hon bodde i Oslo. Hon var mor till konstnären Fam Ekman.

## Filmografi
- 1940 – Gentleman att hyra
- 1941 – Bara en kvinna
- 1941 – Den ljusnande framtid
- 1941 – Snapphanar
- 1941 – Springpojkar är vi allihopa
- 1941 – Söderpojkar
- 1942 – Det är min musik
- 1942 – General von Döbeln
- 1942 – Sexlingar
- 1943 – Elvira Madigan
- 1943 – När ungdomen vaknar
- 1944 – Stopp! Tänk på något annat
- 1945 – Kungliga patrasket
- 1945 – Rosen på Tistelön
- 1945 – Vandring med månen
- 1946 – Den gamla goda tiden (kortfilm)
- 1947 – En fluga gör ingen sommar
- 1948 – Banketten
- 1949 – Fängelse
- 1949 – Flickan från tredje raden
- 1949 – Törst
- 1950 – Flicka och hyacinter
- 1950 – Den vita katten
- 1951 – Dårskapens hus
- 1952 – Eldfågeln
- 1953 – Glasberget
- 1953 – I dimma dold
- 1954 – Gabrielle
- 1960 – Kärlekens decimaler
- 1963 – Om Tilla
- 1968 – Svarta palmkronor
- 1972 – Ture Sventon, privatdetektiv

## Teater

### Roller
| År   | Roll                   | Produktion                                                                                    | Regi               | Teater                |
| ---- | ---------------------- | --------------------------------------------------------------------------------------------- | ------------------ | --------------------- |
| 1940 | Diana Lake             | Diana går på jakt (French Without Tears) Terence Rattigan                                     | Stig Torsslow      | Nya Teatern           |
| 1940 | Stella Goodman         | Hyggliga människor (The Gentle People) Irwin Shaw                                             | Olof Molander      | Blancheteatern        |
| 1941 | Wenche                 | På solsidan (Auf der Sonnenseite) Helge Krog                                                  | Hans Jacob Nilsen  | Blancheteatern        |
| 1941 | Medverkande            | Revytidningen Taggen, revy Staffan Tjerneld                                                   | Per-Axel Branner   | Nya Teatern           |
| 1942 | Roberta Van Rensselaer | Natten till den 17 januari (Night of January 16th) Ayn Rand                                   | Per-Axel Branner   | Nya Teatern           |
| 1942 | Lisbeth Drake          | Väninnor (Old Acquaintance) John Van Druten                                                   | Harry Roeck-Hansen | Blancheteatern        |
| 1944 | Amelie Tweedie         | Cocktails (Tell me the Truth) Leslie Howard                                                   | Rudolf Wendbladh   | Blancheteatern        |
| 1945 | Irina                  | Tre systrar (Три сeстры, Tri sestry) Anton Tjechov                                            | Per-Axel Branner   | Nya Teatern           |
| 1946 | Elisabeth              | På tre man hand (Tre må man være) Jens Locher                                                 | Bengt Ekerot       | Nya Teatern           |
| 1949 | Marianne Anker         | De fem fåglarna Staffan Tjerneld                                                              | Björn Berglund     | Blancheteatern        |
| 1952 | Maj Lovén, författare  | Fullmåne Hasse Ekman                                                                          | Hasse Ekman        | Intiman               |
| 1953 | Irene Elliot           | Hustruleken (Affaires of State) Louis Verneuil                                                | Gösta Cederlund    | Vasateatern           |
| 1954 | Laura Reynolds         | The och sympati (Tea and Sympathy) Robert Anderson                                            | Frank Sundström    | Nya Teatern           |
| 1956 | Mrs Moon               | Den skandalösa historien om Mr Kettle och Mrs Moon (Mr. Kettle and Mrs. Moon) J. B. Priestley | Per-Axel Branner   | Alléteatern           |
| 1959 | Gittel Mosca           | Två på gungbrädet (Two For the Seesaw) William Gibson                                         |                    | Oslo                  |
| 1968 |                        | Kaktusblomman (Fleur de cactus) Pierre Barillet och Jean-Pierre Gredy                         |                    | Folkteatern, Göteborg |